# Châteaufort, Yvelines
Châteaufort là một xã thuộc tỉnh Yvelines, trong vùng Île-de-France, Pháp, cách Versailles 9 km về phía nam và cách Paris 27 km về phía tây nam.
Dân địa phương tiếng Pháp gọi là Castelfortains.